# Karl Gustav Bruchmann
Karl Gustav Bruchmann (2. října 1902, Wrocław – 20. března 1967, Koblenz) byl německý archivář, filolog a historik.
V letech 1939–1945 byl vedoucím archivu v Katovicích (Wojewodschaftsarchivs Kattowitz, následně Staatsarchiv Kattowitz). V květnu 1945 upadl na území Československa do amerického zajetí. Od roku 1961 byl ředitelem Spolkového archivu (Bundesarchiv) v Koblenzi.